# Dipartimento di Salto
Il dipartimento di Salto è uno dei 19 dipartimenti dell'Uruguay, situato nella parte occidentale del paese. Il capoluogo è la città di Salto (104 028 abitanti) che è la seconda città più popolosa del paese.

## Geografia fisica
Confina a nord con il dipartimento di Artigas, a est con quelli di Rivera e Tacuarembó, a sud con quello di Paysandú e a ovest il fiume Uruguay lo separa dall'Argentina.

### Centri principali
| Città            | Popolazione |
| ---------------- | ----------- |
| Belén            | 2.030       |
| Constitución     | 2.844       |
| Pueblo Lavalleja | 1.049       |
| Salto            | 123.120     |

### Altri centri
- Biassini
- Varese
- Garibaldi